# Alcamene

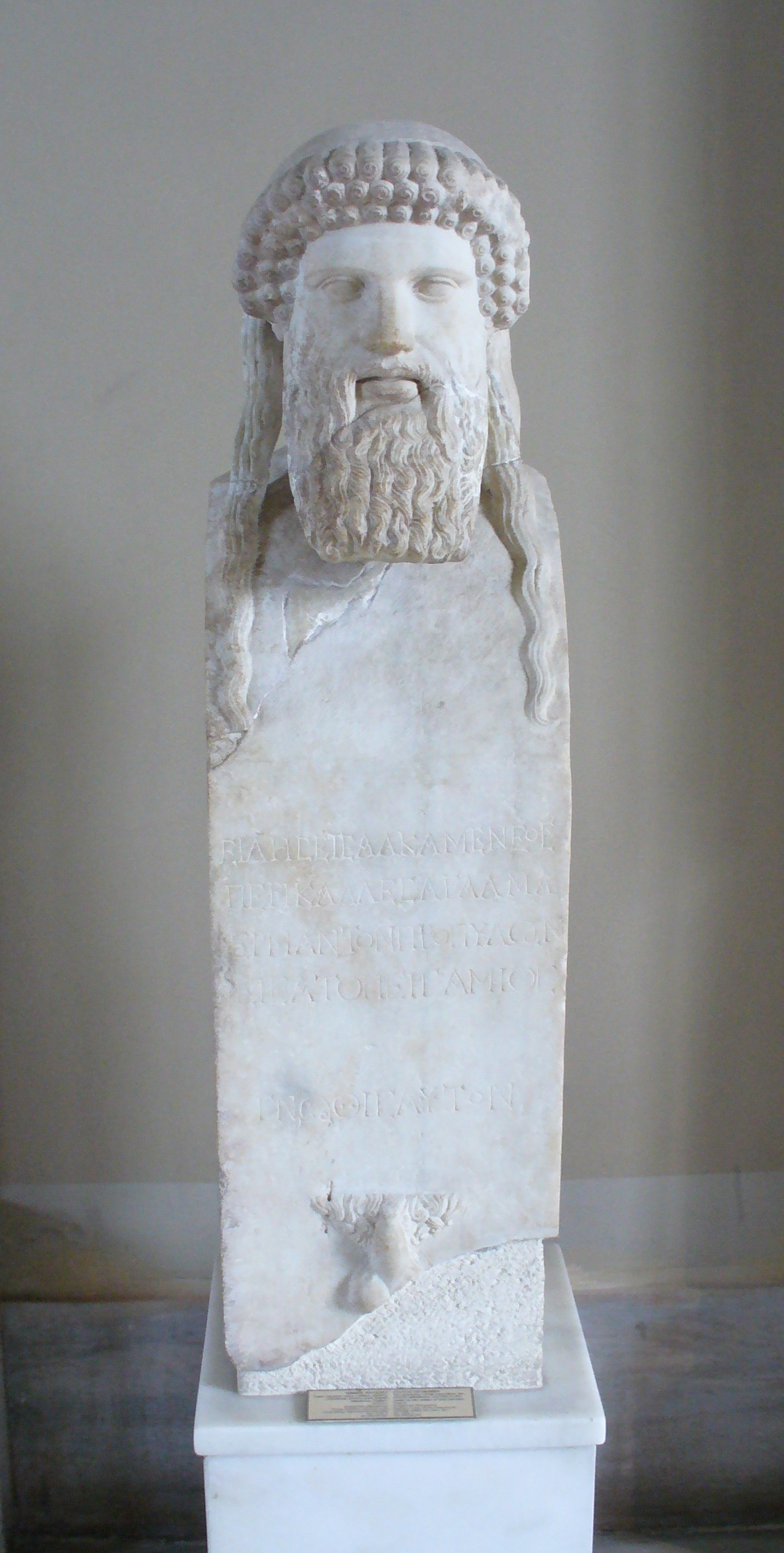
Hermes propylaios, copia del II secolo dell'originale bronzeo di Alcamene (da Pergamo). Istanbul, Museo archeologico.

Alcamene (in greco antico: Ἀλκαμένης?, Alkaménes; fl. V secolo a.C.) è stato uno scultore greco antico, attivo nella seconda metà del V secolo a.C. Fu autore di opere crisoelefantine, in bronzo e in marmo.

## Biografia
Detto ateniese, forse per cittadinanza acquisita ma probabilmente originario di Lemnos, lo si ritiene, seguendo un passo di Plinio allievo di Fidia. Pausania attribuisce ad Alcamene il frontone occidentale del tempio di Zeus a Olimpia di cui grazie a Plinio conosciamo la datazione (intorno al 465 a.C.); alcuni studiosi, a partire da H. Schrader e non senza opinioni discordi, hanno risolto l'incongruenza cronologica ritenendo probabile la collaborazione di Alcamene al rifacimento delle tre figure femminili sdraiate agli angoli del frontone occidentale di Olimpia, le quali mostrerebbero, soprattutto nella struttura delle teste, difformità rispetto al resto del frontone e similitudini stilistiche rispetto alle opere attribuite ad Alcamene (tramite copie di epoca romana), le principali datate tra il 440 e il 410 a.C. L'ultimo lavoro di Alcamene sembra essere stato il donario colossale in marmo pentelico rappresentante Atena ed Eracle, dedicato da Trasibulo a Tebe poco dopo il 403 a.C.

## Opere

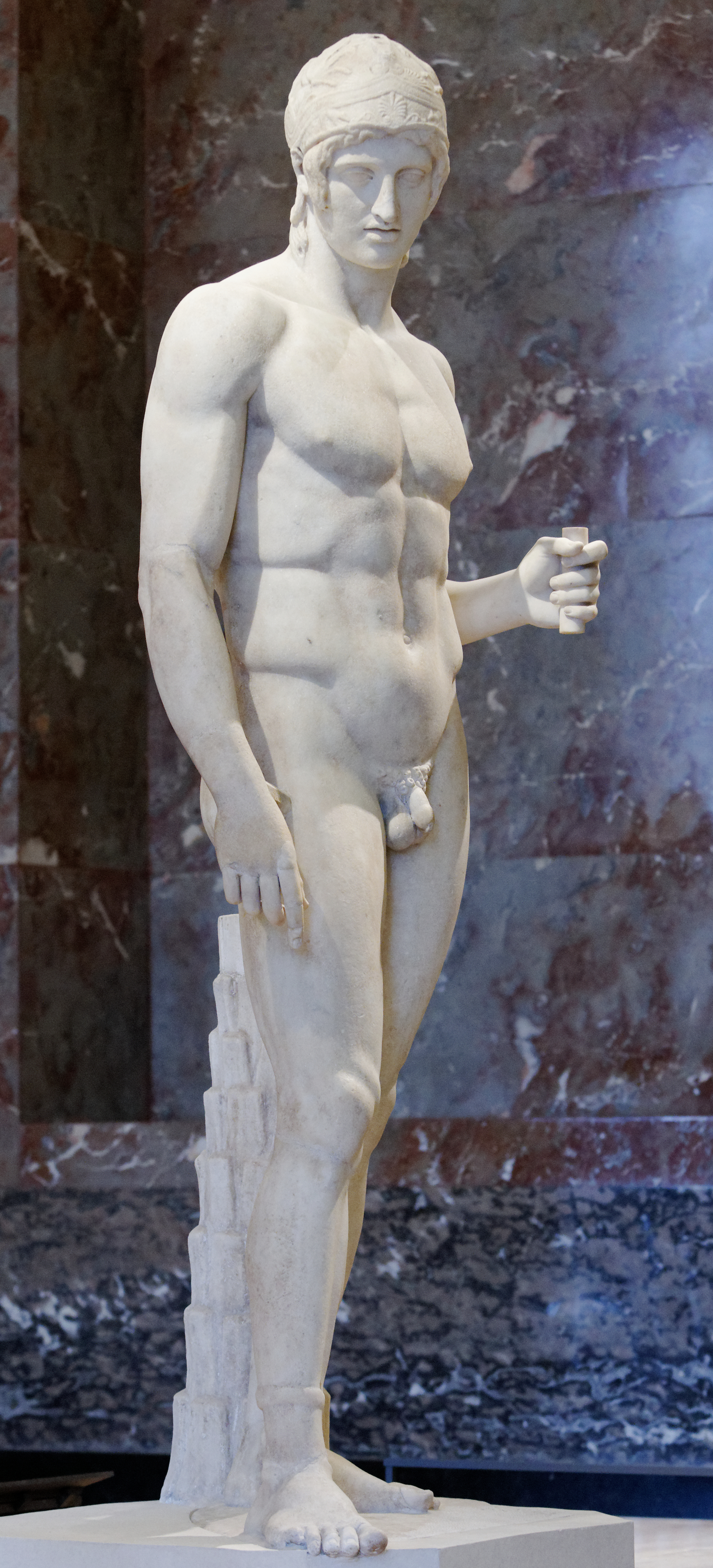
L'Ares Borghese, probabilmente la copia di una statua di Alcamene.

Tra le opere accertate di Alcamene è l'erma chiamata Hermes propylaios, che Pausania vide sull'acropoli di Atene, non nominandone l'autore; ne restano diverse copie: due copie provenienti da Pergamo e da Efeso recano iscrizioni che ricollegano l'originale ad Alcamene. L'erma di Efeso, ora a Monaco, è ritenuta la più fedele ed ha permesso di datare l'originale attorno al 448 a.C., consentendo di fare discendere l'arcaismo della scultura più direttamente dall'ultimo stile severo.
Altra fondamentale opera attribuita da fonti epigrafiche e letterarie è il gruppo marmoreo con Procne e Itys che Pausania ricorda come opera dedicata dall'artista sull'acropoli. L'originale in marmo è conservato al Museo dell'acropoli di Atene (Acr. 1358).
La Afrodite dei giardini fu eseguita, sembra, in collaborazione con Fidia, sarebbe quindi anteriore al 432-431 a.C. Si trattava, seguendo Pausania, dell'immagine cultuale per un tempio di Afrodite eretto ad Atene. L'identificazione dell'opera non è ancora definitiva; è stata riconosciuta a partire dal Langlotz nella tipologia della Afrodite seduta e, più recentemente da E. Reisch, nel tipo iconografico della Afrodite appoggiata.
Gli viene attribuita l'Ecate tricorpore vista da Pausania sull'acropoli di Atene, nei pressi del tempio di Atena Nike e lo si ritiene inventore della nuova iconografia con i tre corpi distinti e le schiene appoggiate alla colonna, rispetto all'unico corpo con tre teste di epoca arcaica.
Tra le altre opere attribuite dalle fonti antiche: un Dioniso crisoelefantino per il santuario di Dioniso ad Atene, un Efesto bronzeo, del quale riferiscono Cicerone e Valerio Massimo, per l'Hephaestion nell'agorà di Atene, un Ares per il rispettivo tempio nell'agorà di Atene alla base del quale si ritengono pertinenti alcuni frammenti di un fregio ad altorilievo trovati nei pressi del tempio e stilisticamente affini alla Procne.

## Stile
Il suo stile artistico è contraddistinto da una certa sobrietà pur nella maestosità della corrente classica attica; tra le tematiche ricorrenti preferite appaiono le divinità olimpiche.